# Suka Ramai (Air Putih)
Suka Ramai is een bestuurslaag in het regentschap Batu Bara van de provincie Noord-Sumatra, Indonesië. Suka Ramai telt 1951 inwoners (volkstelling 2010).